# عثمانية
مدينة عثمانية (بالتركية العثمانية: عثمانيه / بالتركية الحديثة: Osmaniye) هي مركز ولاية عثمانية تقع على الحافة الشرقية للسهل كوكوروفا في سفوح جبال نور في جنوب تركيا، وبوابة بين الأناضول والشرق الأوسط، عثمانية على طريق الحرير، وهو مكان من أهمية إستراتيجية وكانت تسوية لمختلف الحضارات. كانت جزءًا من ولاية حلب العثمانية.
عثمانية هي مدينة في المنطقة كوكوروفا التركية، عاصمة مقاطعة عثمانية. مساحة المنطقة 3767 كيلومتر مربع.
- سكان مدينة عثمانية: 219339 نسمة
- مقاطعة عثمانية: 512804 نسمة (2014).
- عثمانية هي على ارتفاع 125 متر (410.1 قدم).

بدأ الوجود الإسلامي فيها عندما أُنشئت منطقة لأول مرة في عهد الخليفة العباسي هارون الرشيد،
المساعدين في الجيش كوّنه الأتراك الأولى للقتال في الأناضول.
أخذوا الواضح أن تألق إلى المكان وعقب فوز التركي على البيزنطيين في ملاذغرد في 1071 موجات من الغزو التركي بدأ.
وقد استقر جبال نور من قبيلة Ulaşlı من التركمان.
كانت مدينة عثمانية رسميا محافظة بين 1924 و 1933 عاصمة المحافظة. ومع ذلك، في عام 1933 تم إلغاء المقاطعة وقدم عثمانية محافظة منطقة محافظة أضنة التي استمرت حتى يومنا هذا .

## جغرافيا المحافظة
اليوم عثمانية هي مدينة بلد المحافظة، وسط منطقة زراعية غنية بالماء جيدا من قبل النظام نهر جيهان ومعروفة بالفول السوداني المتنامية. هناك الكثير من الغابات جدا والكثير من المناطق الريفية المحيطة بها جذابة جدا. ومع ذلك، وقدم المدينة عاصمة المقاطعة في عام 1996، وعلى هذا النحو يتم الآن استقبال بعض الاستثمارات في البنية التحتية، وبدأت تشعر أشبه المدينة ثم سوق المدينة الريفية. هناك الطريق الدائري، والمباني أطول.
المطبخ هو نموذجي في المنطقة؛ كباب، şalgam (شراب مصنوع من اللفت المخلل)، والبقلاوة.
تخصص المحلي هو نوع من الخبز / المملح دعا simit وtirşik  toğga ... إلخ وفي الصيف يكون الطقس حارا جدا، ومعظم سكان عثمانية محاولة الهرب إما إلى ساحل البحر الأبيض المتوسط قريب أو ما يصل إلى الجبال نور. هضبة زوركون هو المنتجع الجبلي شعبية في الصيف. هناك أيضا اثنتين من المدن الرومانية المتبقية، التي تتألف من الطرق والمسرح العتيقة، ودعا مسرح هيرابوليس وكاستابالا . والمدينة هي على بعد 25 كم فقط من ساحل البحر الأبيض المتوسط من ديرتيول.

## المناخ
يظهر الجدول التالي التغييرات المناخية على مدار السنة لعثمانية:
| البيانات المناخية لـعثمانية                       | البيانات المناخية لـعثمانية | البيانات المناخية لـعثمانية | البيانات المناخية لـعثمانية | البيانات المناخية لـعثمانية | البيانات المناخية لـعثمانية | البيانات المناخية لـعثمانية | البيانات المناخية لـعثمانية | البيانات المناخية لـعثمانية | البيانات المناخية لـعثمانية | البيانات المناخية لـعثمانية | البيانات المناخية لـعثمانية | البيانات المناخية لـعثمانية | البيانات المناخية لـعثمانية |
| الشهر                                             | يناير                       | فبراير                      | مارس                        | أبريل                       | مايو                        | يونيو                       | يوليو                       | أغسطس                       | سبتمبر                      | أكتوبر                      | نوفمبر                      | ديسمبر                      | المعدل السنوي               |
| ------------------------------------------------- | --------------------------- | --------------------------- | --------------------------- | --------------------------- | --------------------------- | --------------------------- | --------------------------- | --------------------------- | --------------------------- | --------------------------- | --------------------------- | --------------------------- | --------------------------- |
| الدرجة القصوى °م (°ف)                             | 23.7 (74.7)                 | 26.2 (79.2)                 | 32.0 (89.6)                 | 36.5 (97.7)                 | 41.7 (107.1)                | 42.6 (108.7)                | 42.8 (109.0)                | 42.0 (107.6)                | 41.2 (106.2)                | 38.3 (100.9)                | 31.0 (87.8)                 | 29.0 (84.2)                 | 42.8 (109.0)                |
| متوسط درجة الحرارة الكبرى °م (°ف)                 | 14.5 (58.1)                 | 15.6 (60.1)                 | 18.7 (65.7)                 | 23.2 (73.8)                 | 27.6 (81.7)                 | 31.4 (88.5)                 | 33.5 (92.3)                 | 34.2 (93.6)                 | 32.0 (89.6)                 | 28.0 (82.4)                 | 21.2 (70.2)                 | 15.8 (60.4)                 | 24.6 (76.4)                 |
| متوسط درجة الحرارة الصغرى °م (°ف)                 | 3.2 (37.8)                  | 4.2 (39.6)                  | 6.8 (44.2)                  | 10.7 (51.3)                 | 14.6 (58.3)                 | 18.7 (65.7)                 | 22.3 (72.1)                 | 22.9 (73.2)                 | 19.1 (66.4)                 | 14.3 (57.7)                 | 7.9 (46.2)                  | 4.6 (40.3)                  | 12.4 (54.4)                 |
| أدنى درجة حرارة °م (°ف)                           | −8.5 (16.7)                 | −6.8 (19.8)                 | −4.0 (24.8)                 | 0.1 (32.2)                  | 4.6 (40.3)                  | 11.5 (52.7)                 | 15.0 (59.0)                 | 15.0 (59.0)                 | 7.8 (46.0)                  | 4.1 (39.4)                  | −4.5 (23.9)                 | −5.4 (22.3)                 | −8.5 (16.7)                 |
| الهطول مم (إنش)                                   | 93.7 (3.69)                 | 106.4 (4.19)                | 121.7 (4.79)                | 87.9 (3.46)                 | 73.1 (2.88)                 | 32.7 (1.29)                 | 18.4 (0.72)                 | 14.2 (0.56)                 | 34.5 (1.36)                 | 76.4 (3.01)                 | 113.3 (4.46)                | 101.7 (4.00)                | 874 (34.41)                 |
| متوسط الأيام الممطرة                              | 8.8                         | 9.1                         | 10.3                        | 9.4                         | 7.1                         | 3.2                         | 2.6                         | 2.5                         | 3.9                         | 6.3                         | 7.2                         | 8.8                         | 79.2                        |
| ساعات سطوع الشمس الشهرية                          | 161.2                       | 137.2                       | 195.3                       | 231                         | 300.7                       | 330                         | 337.9                       | 297.6                       | 291                         | 241.8                       | 174                         | 158.1                       | 2٬855٫8                     |
| المصدر: Devlet Meteoroloji İşleri Genel Müdürlüğü |                             |                             |                             |                             |                             |                             |                             |                             |                             |                             |                             |                             |                             |

## أعلام
- سيميت أيبابا
- أوميت كورت